# مصيدة الفئران
مصيدة الفئران هي تقنية تستخدمها بعض مواقع الويب لمنع الزوار من مغادرة موقعهم على الويب، إما عن طريق إطلاق سلسلة لا نهائية من الإعلانات المنبثقة - المعروفة بالعامية كبسكويت مندي - أو بإعادة تشغيل موقع الويب الخاص بهم في نافذة لا يمكن إغلاقها بسهولة ( في بعض الأحيان تعمل هذه النافذة كتطبيق مستقل، ولا يمكن الوصول إلى شريط المهام وقائمة المتصفح). العديد من مواقع الويب التي تقوم بذلك تستخدم أيضًا مختطفو المستعرضات (Browser Helper Object) لإعادة تعيين الصفحة الرئيسية الافتراضية للمستخدم.
قد تكون إحدى طرق إنهاء السلسلة الا نهائية من الإعلانات المنبثقة هي استخدام اختصارات لوحة المفاتيح (مثل Alt + F4 في الويندوز) بدلاً من الماوس لإغلاق النوافذ. يمكن إغلاق النوافذ المتعددة بسرعة بهذه الطريقة، على الرغم من أنها قد لا تعمل دائمًا إذا كان هناك برنامج مقيم يقوم بفتحها. يمكن أن تكون ملحقات المستعرض التي تعطل البرمجة النصية لكل المواقع غير الموثوقة، مثلنوسكريبت، بمثابة دفاع مفيد ضد مصيدة الفئران والمواقع الضارة.

## روابط خارجية
- Mousetrapping and Pagejacking نسخة محفوظة 18 مايو 2016 على موقع واي باك مشين. by Richard H. Stern
- "Is Mousetrapping Unfair?", IEEE MICRO (Nov.-Dec. 2001)